# Rétribution
Pour les articles homonymes, voir Retribution.
Pour plus de détails, voir Fiche technique et Distribution.
Rétribution (叫, Sakebi) est un film policier fantastique japonais de Kiyoshi Kurosawa sorti en 2006.

## Synopsis
Le détective Yoshioka enquête sur une série de meurtres atroces dont un certain nombre d'indices laissent à penser qu'ils sont reliés entre eux. Les unes après les autres, les victimes sont découvertes noyées, le corps rempli d'eau salée.

## Fiche technique
- Titre : Rétribution
- Titre original : 叫 (Sakebi?)
- Réalisation : Kiyoshi Kurosawa
- Scénario : Kiyoshi Kurosawa
- Production : Takashige Ichise
- Musique : Kuniaki Haishima
- Photographie : Akiko Ashizawa
- Montage : Koichi Takahashi
- Pays d'origine :  Japon
- Langue originale : japonais
- Genre : horreur, mystère
- Durée : 104 minutes
- Dates de sortie :
  - Italie : 3 septembre 2006 (Mostra de Venise[1])
  - Japon : 24 février 2007[2]

## Distribution
- Kōji Yakusho : Noboru Yoshioka
- Manami Konishi : Harue Nimura
- Tsuyoshi Ihara : Tōru Miyaji
- Hiroyuki Hirayama : Wakai Keiji Sakurai
- Ikuji Nakamura : Shōichi Sakuma
- Ryō Kase : Sagyōsen no Sen'in
- Kaoru Okunuki : Miyuki Yabe
- Hironobu Nomura : Seiji Onoda